# Terry Venables
Terence „Terry“ Frederick Venables (* 6. Januar 1943 in Dagenham/Essex, England; † 25. November 2023) war ein englischer Fußballspieler und -trainer. Sowohl als Spieler 1967 als auch als Trainer 1991 gewann er den englischen Pokal mit Tottenham Hotspur. Als Trainer führte er den FC Barcelona 1985 zur spanischen Meisterschaft und daraufhin in das Finale des Europapokals der Landesmeister. Von 1994 bis 1996 war er Trainer der englischen Nationalmannschaft, die unter ihm Dritter bei der Fußball-Europameisterschaft 1996 wurde.

## Karriere

### Spielerlaufbahn
Terence „Terry“ Venables begann zunächst im Jahr 1960 seine Karriere als Profifußballer und schloss sich dabei dem FC Chelsea an. Dort absolvierte er mehr als 200 Spiele, bevor er 1966 zu Tottenham Hotspur wechselte. Drei Jahre später zog es ihn zu den Queens Park Rangers, bevor er dann – wenig später nach seinem Transfer im Jahr 1974 zu Crystal Palace – seine Fußballerkarriere beendete. In der englischen Nationalmannschaft wurde Venables in zwei Spielen eingesetzt.

### Trainerlaufbahn
Nach der Beendigung seiner Laufbahn übernahm Venables das Traineramt bei Crystal Palace und führte den Verein von der Third Division mit zwei Aufstiegen in drei Spielzeiten im Jahr 1979 in die First Division. Er konnte mit der Mannschaft in der ersten Saison dort einen Mittelfeldplatz erspielen und wechselte 1980 zu den Queens Park Rangers, mit denen er im Jahr 1983 ebenfalls in die Eliteklasse aufsteigen konnte und in der unmittelbar folgenden Spielzeit einen überraschend guten fünften Platz erreichte. Zudem führte er die Rangers 1982 als Zweitligist in das Finale des FA Cups, das er jedoch gegen Tottenham Hotspur im Wiederholungsspiel verlor.
Seine Erfolge als Trainer zogen nun sogar europäische Spitzenvereine an und Venables wechselte 1984 zum spanischen Klub FC Barcelona, wo er den Spitznamen El Tel erhielt. Während seiner drei Spielzeiten in Katalonien gewann er eine spanische Meisterschaft und einen Ligapokal, verlor jedoch im Endspiel des Europapokals der Landesmeister, dem ersten nach der Katastrophe im Heysel-Stadion, nach Elfmeterschießen gegen Steaua Bukarest. Im September 1987 wurde Venables nach einem zweiten Jahr in Folge ohne Gewinn der Meisterschaft entlassen.
Im darauffolgenden Monat kehrte er nach England zurück, um dort Tottenham Hotspur zu betreuen. Im Norden Londons kam er zu wechselhaftem Erfolg, wobei er mit dem Verein in der Meisterschaft zumeist nur einen Mittelfeldplatz belegen, dafür jedoch im Jahr 1991 den FA Cup gewinnen konnte. Nach einem Streit mit dem Klubbesitzer Alan Sugar, der in sportlichen Belangen auf einem Entscheidungsrecht bestand, wurde Venables 1993, am Abend vor dem FA-Cup-Halbfinale gegen den Lokalrivalen FC Arsenal, entlassen. In der Folgezeit begann Venables damit, seine breiten geschäftlichen Aktivitäten auf verschiedenste Ebenen auszuweiten.
Nachdem sich die Krise bei der englischen Nationalmannschaft im Jahr 1993 unter Graham Taylor zugespitzt hatte, mehrten sich die Stimmen, dass Venables ein geeigneter Kandidat mit genügend Charisma sei, um dem Team neue Stärke zu verleihen. Gleichzeitig stand Venables jedoch aufgrund einiger seiner Geschäfte in der Kritik, so dass die FA nach einer vergeblichen Suche nach Alternativen, Venables lediglich zum Teamchef und nicht zum englischen Trainer ernannte. Seinen größten Erfolg feierte er dann während der EM 1996 im eigenen Land. Dort gelang es ihm, die Mannschaft zu einem 4:1-Sieg gegen die Niederlande, eine der weltweit besten Mannschaften zu dieser Zeit, zu führen. Erst im Halbfinale, in dem die Mannschaft gegen Deutschland im Elfmeterschießen verlor, schied England aus.
Kurz darauf wurde Venables jedoch aufgrund seiner Geschäftsaktivitäten entlassen und wurde später zunächst Berater und dann Präsident des FC Portsmouth. Er verließ den Verein erneut nach Unstimmigkeiten sowohl auf als auch außerhalb des Platzes und trainierte in dieser Zeit parallel die australische Nationalmannschaft. Dabei gelang ihm der Sieg innerhalb der Ozeanien-Föderation und ein zweiter Platz im Konföderationen-Pokal von 1997 nach Siegen gegen Mexiko und Uruguay und einem Unentschieden gegen Brasilien. Australien verpasste jedoch die Qualifikation zur Weltmeisterschaft. In den Entscheidungsspielen gegen den Iran gelang vor 128.000 Zusehern in Teheran ein 1:1. Im Rückspiel vor fast 100.000 Zusehern im Melbourne Cricket Ground lag Australien kurz nach der Halbzeit 2:0 vorne, musste aber eine Viertelstunde vor Schluss noch zwei Gegentore hinnehmen und schied damit aufgrund der weniger geschossener Auswärtstore aus.
Im Jahr 1998 wurde Venables nach Paragraph 8 des Company Directors Disqualification Act of 1986 zu einer siebenjährigen Sperre verurteilt und durfte in dieser Zeit kein repräsentatives Amt in einer Gesellschaft übernehmen.

### 1998: Crystal Palace
Crystal Palace wurde 1998 vom Unternehmer Mark Goldberg übernommen, nachdem dieser seine IT-Personalagentur für 40 Millionen Pfund verkauft hatte. Der Kaufpreis von £22,8 Millionen beinhaltete weder das Stadion noch das Trainingsgelände. Goldberg wollte den Club international wettbewerbsfähig machen und sicherte sich dafür die Dienste von Terry Venables für die Saison 1998/99. Venables soll alleine schon für die Führung der Vertragsgespräche 135.000 Pfund erhalten haben. Er wurde schließlich für ein Jahressalär von 750.000 Pfund verpflichtet. Zwischenzeitlich stieg Crystal Palace aber in die zweite Liga ab was die finanziellen Grundlagen des Vereins stark beeinträchtigte. Statt wie in der Premier League mit Einnahmen von etwa 14 Millionen Pfund kalkulieren zu können, waren nun nur noch 4 Millionen Pfund zu erwarten. Die Ausgaben von 7 bis 8 Millionen wie in der Premier League waren nicht mehr aufrechtzuerhalten. Alsbald brach finanzielles Chaos beim Verein aus der dann auch wenige Monate später in Konkursverwaltung ging. Venables verabschiedete sich nach dem 26. Spieltag im Januar 1999. Goldberg selbst ging bankrott und durfte danach für 14 Jahre keine Direktorenposten in Firmen übernehmen.

### 2000–2003: Middlesbrough und Leeds
Der abstiegsgefährdete FC Middlesbrough verpflichtete Venables im Jahr 2000 als Kotrainer des stark in der Kritik stehenden Bryan Robson. Der Klassenerhalt konnte mit einem 14. Platz in der Abschlusstabelle sichergestellt werden. Da sich Venables Aufenthalt in Teesside jedoch nicht mit seinen Geschäfts- und Medienaktivitäten vereinbaren ließ, verließ er den Verein im Jahr 2001. Anschließend schloss sich Venables als Trainer im Juli 2002 dem Klub Leeds United an. Bis zum Dezember des gleichen Jahres schied der Verein aus dem Ligapokal und dem UEFA-Pokal aus und befand sich im Mittelfeld der Tabelle. Nachdem sich Leeds aufgrund finanzieller Probleme in einer Abwärtsspirale aus sportlichem Niedergang und ausbleibenden Einnahmen in einem teuren Kader befunden hatte, verließen viele wertvolle Spieler den Verein. Aufgrund dieser Entwicklung konnte Venables den Niedergang nicht verhindern und trat im März 2003 zurück.
2005 wurde Venables als technischer Direktor des australischen Erstligisten Newcastle United Jets gehandelt. Venables lehnte das Engagement jedoch aufgrund seiner geschäftlichen Verpflichtungen in Großbritannien ab.

### 2006–2007: England
Von Ende 2006 bis zum 22. November 2007 war er unter Steve McClaren Co-Trainer der englischen Nationalelf. Nachdem England in der Qualifikation zur Fußball-Europameisterschaft 2008 an Kroatien und Russland gescheitert war, wurden beide entlassen.

### 2012: FC Wembley
Am 28. März 2012 wurde Terry Venables technischer Berater beim Neuntligisten FC Wembley. Sein Engagement wurde durch einen Sponsor ermöglicht. Er sollte mit dem Verein beim nächsten FA Cup so weit wie möglich kommen. Wembley scheiterte jedoch bereits in der Qualifikationsrunde an Uxbridge FC.

## Privates
Venables lernte seine erste Frau Christine McCann kennen, als er 16 Jahre alt war. Sie heirateten am 4. April 1966 in der Londoner St Cedd’s Kirche. Sie hatten zusammen zwei Töchter. Nachdem das Paar sich bereits zusehends auseinandergelebt hatte, ging die Ehe praktisch mit seinem Wechsel zum FC Barcelona zu Ende.
Venables hatte sich zu der Zeit auch bereits in die wie er selbst im East End von London aufgewachsene Yvette S. Bazire verliebt, die er im Pub seines Vaters kennengelernt hatte und die bald zu ihm nach Barcelona in seine die Avenida Diagonal überblickende Wohnung auf der Autovía A-7 unweit des Camp Nou zog. Im Dezember 1991 heirateten die damals etwa 42 Jahre alte Yvette und Venables standesamtlich. 2014 übernahmen die Venables ein Jagdhaus im Font Roja Naturpark im Hinterland von Alicante und transformierten es in das Boutique-Hotel La Escondida („Die Versteckte“) mit zehn Zimmern. Sie verkauften das Hotel 2019, als sie nach England zurückkehrten.
Terry Venables starb am 25. November 2023 nach langer Krankheit im Alter von 80 Jahren.

## Sonstige Aktivitäten
- Im Jahr 2002 nahm Venables gemeinsam mit der Band Rider eine Single mit dem Titel England Crazy für die Fußball-Weltmeisterschaft auf und kam dabei auf Platz 45 der englischen Hitparade.
- Zusätzlich zu seinen weit gestreuten Geschäftsinteressen war Venables Ko-Autor bei vier Romanen von Gordon Williams und dabei auch Ko-Autor der Detektivreihe Hazell auf dem Sender ITV.
- Venables war häufig als Fußballexperte für den Sender ITV aktiv.
- Im Vorfeld der WM 2010 nahm Venables mit Orchester eine Version des Elvis-Songs If I Can Dream als Wohltätigkeitssingle auf, die Platz 23 der UK-Charts erreichte.[5]

## Sportliche Erfolge
Als Spieler:
- Englischer Ligapokalsieger: 1965
- Englischer Pokalsieger: 1967
- Englischer Supercupsieger: 1967

Als Trainer:
- Spanischer Meister: 1985
- Spanischer Ligapokalsieger: 1986
- Englischer Pokalsieger: 1991

### Romane
Terry Venables schrieb gemeinsam mit Gordon Williams (1934–2017) einige Romane. Williams übte in jener Zeit eine Managementfunktion bei Chelsea FC aus. Die Hazell-Romane über einen fiktiven Cockney-Privatdetektiv James Hazell wurden unter dem Pseudonym P. B. Yuill veröffentlicht und dienten der BBC 1978 als Grundlage für die Fernsehserie Hazell mit 22 Episoden.
- They Used to Play on Grass, 1973, ISBN 0-583-12077-6.
- Hazell Plays Solomon, 1977, ISBN 0-14-024416-6.
- Hazell and the Menacing Jester, 1977, ISBN 0-14-024418-2.
- Hazell and the Three Card Trick, 1977, ISBN 0-14-024419-0.